# ストーミー・ウェザー
『ストーミー・ウェザー』(Stormy Weather) は、1943年に20世紀フォックスによって制作・公開されたアメリカ合衆国のミュージカル映画。アフリカ系アメリカ人キャストによるハリウッドミュージカル映画としてはMGMによる『キャビン・イン・ザ・スカイ』と共に著名な作品であり、
パフォーマとしてキャブ・キャロウェイやファッツ・ウォーラー、ニコラス・ブラザーズなども出演している。
2001年、本作はアメリカ国立フィルム登録簿に選ばれアメリカ議会図書館に永久保存されている。

## 概要
この作品は、一般のハリウッド映画にアフリカ系アメリカ人がまともな役で出演することが殆どできなかった時代における、アフリカ系アメリカ人の最高峰のパフォーマー、シンガーが出演した作品として知られている。
『ストーミー・ウェザー』という映画のタイトルはエセル・ウォーターズによって1933年最初に録音され、フランク・シナトラらもカヴァーした同名の楽曲に由来する。劇中でもこの曲が終わりの方で披露される。
この作品は、スターダンサーであるビル・ボージャングル・ロビンソンの人生に着想している。
本作でロビンソンは主演としてビル・ウィリアムスという、ダンスの才能をもって生まれパフォーマーとしてのキャリアを目指す第一次世界大戦の帰還兵という人物を演じている。
主演女優はレナ・ホーンでセリーナ・ロジャースという歌手を演じている。
本作はホーンにとっては数えるほどしかないMGM以外が制作した作品であり、また1930年代から1940年代にかけてたった2作しかないホーンが主要な役割を演じた作品でもある。
なお、セリーナというキャラクターはこの作品の創作されたもので、実際のロビンソンの人生にこのようなロマンチックな事実があったわけではない。
共演としてカサブランカなどへの出演で知られるドーリー・ウィルソンがビルの貧乏な友人として出演している。
その他に注目される出演者としては、キャブ・キャロウェイやファッツ・ウォーラー(共に彼等自身を演じる)、ニコラス・ブラザーズ、コメディアンのF. E. ミラー、歌手のエイダ・ブラウン、キャサリン・ダナム(彼女のダンス劇団と共に出演)など。
本作はわずか77分の上映時間にも関わらず、全部で20曲もの楽曲が演じられる。
なお、本作はロビンソンの遺作となった(彼は1949年に没する)。
また、ファッツ・ウォーラーの死没も本作の公開から数ヵ月後のことであった。
本作におけるハイライトとしては、ファッツ・ウォーラー自身による『Ain't Misbehavin』、キャブ・キャロウェイと彼のバンドによる『Jumpin' Jive』、そしてレナ・ホーンによる歌唱とKatherine Dunhamによるダンスの『ストーミー・ウェザー』。
レナ・ホーンは他にもいくつかのダンスナンバーをロビンソンと共に作中で披露している。
この映画は、ジェリー・ホーウィンとシーモア・B・ロビンソンによる原案からフレデリック・J・ジャクソン、 テッド・ケーラー 、H.S. クラフトらによって脚色されている。監督はアンドリュー・L・ストーン。